# Arcadia lusitana

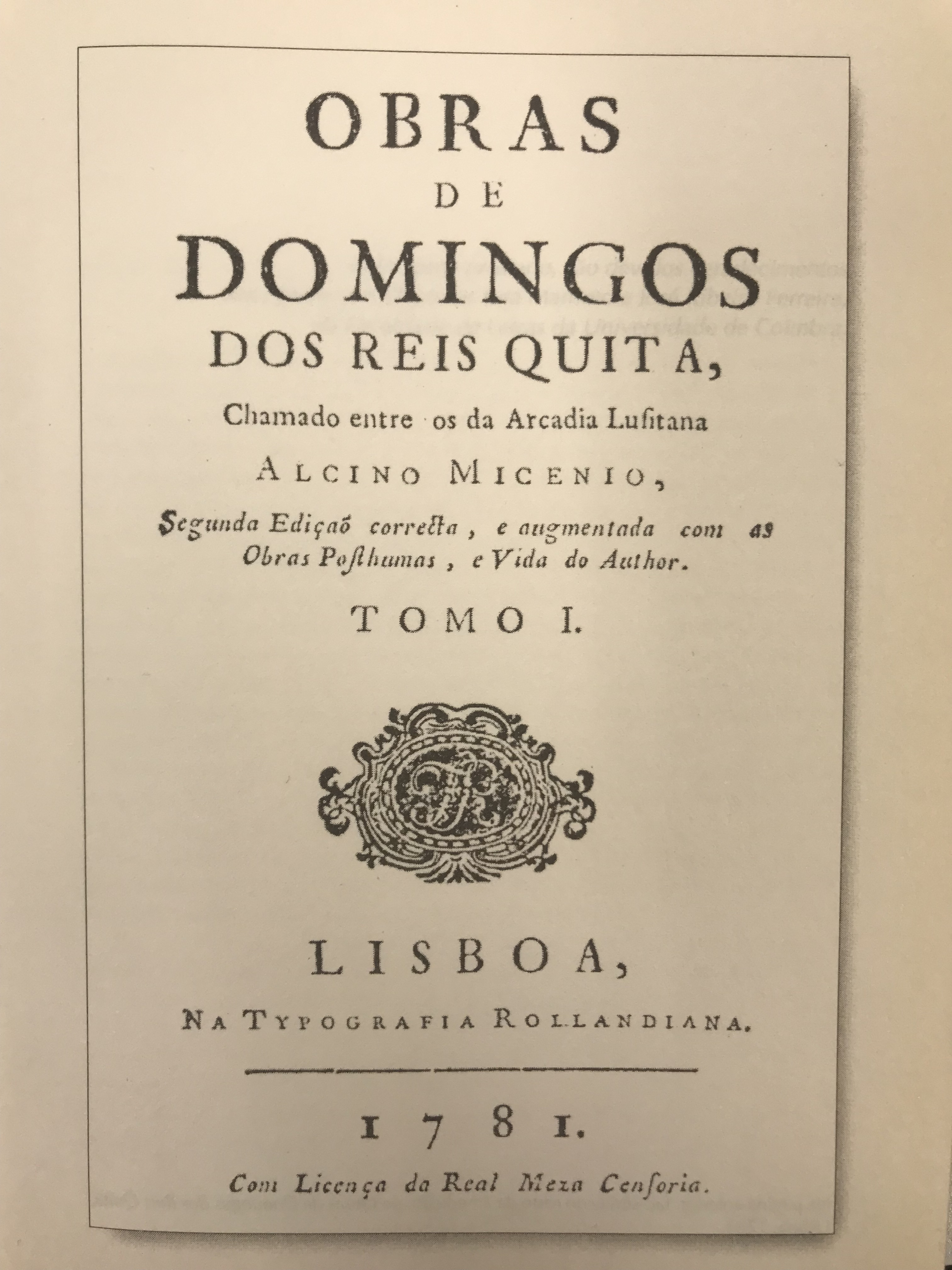
Obras de Domingos dos Reis Quita (Alcino Micénio), participante activo de Arcádia Lusitana

La Arcadia Lusitana, también conocida como Arcadia Olissiponense fue una reputada y renombrada academia literaria de Portugal a mediados del siglo XVIII.

## Historia
Fue fundada en septiembre de 1756 en Lisboa a iniciativa de tres jóvenes juristas recién llegados de Coímbra "en busca de la integración en la funcionalidad pública". Los poetas António Diniz da Cruz e Silva (Elpino Nonacriense), Manuel Nicolau Esteves Negrão (Elmano Sincero) y Teotónio Gomes de Carvalho (Tirse Menteo), publicarán los "Estatutos da Arcádia". A estos fundadores se unieron Correia Garção (Coridon Erimanteo), Reis Quita (Alcino Micénio) y Manuel de Figueiredo (Lícidas Cíntio).
La efímera existencia de esta institución (que entró en declive en 1759 y se extinguió en 1776) no impidió que fuera una contribución fundamental en la renovación del estilo ochocentista que se seguía en las letras portuguesas. 
En 1790 renace en Lisboa con el nombre de Nova Arcádia, integrando nombres como los de Bocage (Elmano Sadino), Francisco Joaquim Bingre (Francélio Vouguense), Curvo Semedo, José Agostinho de Macedo (Elmiro Tagideu), Nicolau Tolentino, Francisco Manuel do Nascimento (Filinto Elísio) y Leonor de Almeida Portugal, Marquesa de Alorna, cuyo nom-de-plume era Alcipe. Extinta definitivamente en 1794, dejó la publicación "Almanaque das Musas" como testamento de su trabajo.

## Características
Sus miembros se proponían combatir los excesos del espíritu barroco y oriental la producción poética hacia una estética neoclásica fundada en la razón y el culto al naturalismo.
Otras características literarias son:
- Lenguaje simple.
- Elogio de los placeres físicos y el sensualismo.
- Inspiración en autores renacentistas y clásicos griegos y latinos.
- La adopción de seudónimos.
- Aparición de figuras ornamentales como ninfas, cupidos, Venus, Zéfiro.
- Se ven como pastores que transmiten sus sentimientos amorosos a otros pastores.
- Ambiente rústico como refúgio para el alma e modo de fuga de la agitación de las ciudades.